# Інститут аеронавігації Національного авіаційного університету
Інститут аеронавігації — створено 27 травня 2009 року (наказ ректора НАУ № 90/од від 27.05.2009 р.). Інститут є навчально-науковим підрозділом Національного авіаційного університету, який здійснює підготовку висококваліфікованих фахівців, проводить науково-дослідну і науково-технічну діяльність у галузі аеронавігації, радіотехніки, телекомунікацій та авіоніки.

## Коротка інформація про структурний підрозділ
Інститут аеронавігації є навчально-науковим підрозділом університету, який здійснює підготовку висококваліфікованих авіаційних фахівців, проводить науково-дослідну діяльність у високотехнологічних і наукоємних галузях аеронавігації, радіотехніки, телекомунікації, авіоніки, електроніки, автоматики та управління.

Діяльність Інституту аеронавігації провадиться відповідно до рекомендацій Міжнародної організації цивільної авіації (ICAO), Європейської організації з безпеки аеронавігації (EUROCONTROL), Європейського агентства з безпеки авіації (EASA), Міжнародного союзу електрозв'язку (ITU), всесвітньовідомого Інституту інженерів з електротехніки та радіоелектроніки (ІЕЕЕ) і спрямована на реалізацію міжнародної концепції глобальної системи зв'язку, навігації, спостереження і організації повітряного руху (CNS/ATM).

Лабораторії інституту оснащені сучасною комп'ютерною технікою та програмним забезпеченням, кожна кафедра обладнана спеціалізованими навчально-експериментальними лабораторіями за відповідними напрямами підготовки.

Студенти інституту проходять теоретичну і практичну підготовку на льотних тренажерах, тренажерах диспетчерів керування повітряним рухом, в лабораторіях, оснащених сучасними системами зв'язку, навігації та спостереження.

В інституті проводиться всебічна підготовка з англійської мови, яка включає:

- оволодіння загальною авіаційною англійською мовою відповідно до нових вимог Міжнародної організації цивільної авіації (ІСАО);
- оволодіння фразеологією англійської мови, яка застосовується при веденні радіотелефонного зв'язку;
- оволодіння технічною професійно-орієнтованою англійською.

## Коротка історія структурного підрозділу
Інститут аеронавігації створено 27 травня 2009 року. Інститут є навчально-науковим підрозділом Національного авіаційного університету, який здійснює підготовку висококваліфікованих фахівців, проводить науково-дослідну і науково-технічну діяльність у галузі аеронавігації, радіотехніки, телекомунікацій, авіоніки, електроніки, систем управління, радіоелектронних пристроїв та систем. Попри «малий вік» інституту, історія кафедр, які входять до його нинішнього складу бере свій початок ще з далекого 1962 року оскільки до складу Інституту аеронавігації увійшли чотири кафедри потужного факультету авіаційного радіоелектронного обладнання (ФАРЕО) КИИГА.

До складу інституту аеронавігації на початку його створення входило всього 3 випускових кафедр (аеронавігаційних систем, телекомунікаційних систем, авіаційних радіоелектронних комплексів) та кафедра авіаційної англійської мови. В 2010 році було приєднано кафедру авіоніки. А в 2013 році до складу інституту увійшли ще 3 випускових кафедри: електроніки, систем управління літальних апаратів, радіоелектронних пристроїв та систем.

## Кафедри
Найстаршою кафедрою інституту є кафедра електроніки. Її було створено в 1962 році під назвою «кафедра теоретичних основ радіотехніки». Протягом існування кафедри завідувачами кафедри були: доктор техн. наук, професор К.Круковський-Синевич (1962 — 1976), кандидат техн. наук, доцент Р.Беляков (1976 — 1979), доктор техн. наук, професор Р.Карташов (1979 — 1985), кандидат техн. наук, доцент В.Іванов (1985 — 1987). Після реорганізації кафедри радіотехніки в кафедру радіоелектроніки у 1987 році її очолив доктор техн. наук, професор, лауреат Державної премії України в галузі науки і техніки А.Білецький, який керував кафедрою понад 20 років. 

З 2008 року кафедру очолює доктор техн. наук, професор Ф.Яновський. лауреат Державної премії України у галузі науки і техніки, IEEE Fellow, академік Транспортної академії України, академії наук прикладної радіоелектроніки Білорусі, Росії й України, міжнародної Академії навігації та управління рухом (Санкт-Петербург), Electromagnetics Academy (Cambridge, USA), Нью-йоркської академії наук, член багатьох міжнародних наукових товариств і асоціацій. З грудня 2012 року кафедра має нинішню назву — кафедра електроніки.

Кафедра радіоелектронних пристроїв та систем заснована у 1966 році як кафедра антенно-фідерних та передавальних пристроїв радіотехнічного факультету. До 1966 року навчальні дисципліни, що стали базовими для створеної кафедри, були розосереджені по чотирьох різних кафедрах факультету.

У 1971 році в результаті реорганізації кафедра стала більш спеціалізованою і набула назву кафедри антенно-фідерних пристроїв. У 1998 році вона була перейменована на кафедру технічної електродинаміки, у 2000 році — на кафедру електродинаміки, а у 2012 році — на кафедру радіоелектронних пристроїв та систем. 

З 2000 по 2003 рік її очолював член-кореспендент НАН України, професор О. Савченко. З 2003 року завідувачем кафедри є професор Л. Сібрук.

У 2003 р. кафедра увійшла до складу утвореного Інституту електроніки та систем управління (факультет електроніки). У 2010 році Інститут був реорганізований в Інститут аерокосмічних систем управління. У 2013 році кафедра включена до складу Інституту аеронавігації, який об'єднує кафедри радіоелектронного спрямування.

Кафедра авіаційних радіоелектронних комплексів заснована у 1966 році у складі радіотехнічного факультету Київського інституту інженерів цивільної авіації під назвою «Кафедра радіотехнічного обладнання аеропортів».

З 1967 р. кафедра мала назву «Кафедра технічної експлуатації авіаційного радіоелектронного обладнання», а з 1987 р. — «Кафедра експлуатації та ремонту засобів радіотехнічного забезпечення польотів та керування повітряним рухом».

З 1999 р. кафедра має назву «Кафедра радіоелектронних комплексів».

Першим завідувачем кафедри у 1966–1967 рр. був доцент Всеволод Володимирович Казимирчак.

З 1967 р. до 2003 р. кафедру очолював доктор технічних наук, заслужений професор НАУ, заслужений діяч науки і техніки України Володимир Стефанович Новіков.

Протягом десяти років з 2003 р. до 2013 р. кафедру очолював професор, доктор технічних наук Ігор Григорович Прокопенко. 

У 2006 р. кафедра радіоелектронних комплексів отримала назву «Кафедра авіаційних радіоелектронних комплексів» (АРЕК).

З 2013 року кафедру очолює професор, доктор технічних наук Володимир Миколайович Васильєв.

Кафедра телекомунікаційних систем заснована в 1965 році в складі радіотехнічного факультету Київського інституту інженерів цивільної авіації під назвою «Кафедра авіаційного зв'язку». Кафедру очолив доцент Босий М. Д., провідний фахівець в галузі зв'язку, автор великої кількості підручників, навчальних посібників, в тому числі «Справ очника радиолюбителя» обсягом 1152 сторінки. На час створення кафедри на ній працювало вісім викладачів, в тому числі тодішній декан радіотехнічного факультету доцент Ластовський М. С.

В 1987 році на базі кафедр «Авіаційного зв'язку», «Радіолокації» та «Радіонавігації» була створена кафедра «Експлуатації та ремонту бортового радіоелектронного обладнання», яка в 1999 році отримала назву кафедри «Телекомунікаційних систем».

З 2002 року кафедру очолює д.т. н., професор, заслужений працівник транспорту України Конахович Г. Ф.

Історія кафедри систем управління літальних апаратів починається з 1965 року, коли з частини колективу співробітників кафедри електрообладнання літальних апаратів (ЕОЛА) електротехнічного факультету (ЕТФ) Київського інституту цивільного повітряного флоту (КІ ЦПФ) була утворена кафедра Авіаційних приладів і автоматів (АПА).

Першим завідувачем кафедри АПА був обраний к.т. н., доц. Володимир Васильович Шершун, який на той час був деканом ЕТФ. До складу кафедри увійшли п'ять викладачів і три особи навчально-допоміжного складу.

В 2000 році кафедра отримала назву систем управління, а з 2008 року — систем управління літальних апаратів.
Нинішню кафедру очолює доктор технічних наук, професор Валерій Миколайович Азарсков.

З 2009 року кафедра почала підготовку фахівців за новим напрямом «Системна інженерія» зі спеціалізаціями: системи управління і автоматики літальних апаратів та комп'ютеризовані системи і робототехніка. 

Історія кафедри авіоніки бере свій початок в далекому 1967 році. Тоді першого листопада 1967 року на електротехнічному факультеті Київського інституту інженерів цивільної авіації (з 1990 р. — Київського міжнародного університету цивільної авіації, з 2000 р. — Національного авіаційного університету) була створена кафедра технічної експлуатації електроприладного обладнання літальних апаратів (з 1990 р. — технічної експлуатації авіаційних електрифікованих і пілотажно-навігаційних комплексів повітряних суден, з 2000 р. — авіоніки). Виконуючим обов'язки завідувача кафедри був призначений досвідчений педагог і висококваліфікований фахівець к.т. н., доцент Величко Юрій Костянтинович, який на той час працював доцентом кафедри електрообладнання літальних апаратів (ЕОЛА).

З травня 1968 року кафедру очолив д.т. н., професор Денисов Віктор Григорович, відомий фахівець в області експлуатації авіаційного обладнання літальних апаратів.

У 1971 році при кафедрі створена галузева науково-дослідна лабораторія авіаційної ергономіки, яку очолив к.т. н. доцент Терьошкін О. О.

З 1990 року кафедру очолює учень професора Денисова В. Г. — доцент (з 1992 р. професор) Скрипець Андрій Васильович. З листопада 2001 року по травень 2003 року він очолював кафедру на громадських засадах, оскільки працював заступником начальника (директора) департаменту вищої освіти — начальником управління природничої і технічної освіти Міністерства освіти і науки України. 

Кафедра аеронавігаційних систем була створена у 1986 році, внаслідок об'єднання кафедр радіонавігації та радіолокації
З приходом у 2003 році провідних спеціалістів з ОПР доц. Луппо О. Є., доц. Чинченка Ю. В., асистента Рудаса С. І., асистента Аргунова Г. Ф. та створення навчально-наукового центру з практичної підготовки авіадиспетчерів кафедра розпочала проводити початкову підготовку фахівців з обслуговування повітряного руху для всіх підрозділів ОПР, а також підготовку інженерно-технічного складу, який забезпечує функціонування систем зв'язку, навігації та спостереження. Очолює кафедру проректор Національного авіаційного університету з наукової роботи Харченко Володимир Петрович, доктор технічних наук, професор, Заслужений діяч науки і техніки України, лауреат Державної премії України у галузі науки і техніки.

22 квітня 2009 р. — день народження Інституту аеронавігації та разом з ним — кафедри авіаційної англійської мови.

Кафедра авіаційної англійської мови створена у відповідь на підвищення міжнародних та національних вимог до мовної підготовки майбутніх фахівців з аеронавігації, зокрема майбутніх фахівців з УПР. Адже за рекомендаціями ІКАО, які були гармонізовані українським законодавством, авіаційні диспетчери повинні вміти вести радіообмін англійською мовою та вміти при необхідності застосовувати у професійній діяльності звичайну англійську мову на високому рівні. Метою створення кафедри є підвищення ефективності управління університету, посилення персональної відповідальності керівників усіх рівнів за наслідки своєї діяльності, створення нових напрямків підготовки фахівців для авіаційної галузі та на виконання рішення вченої ради університету від 22 квітня 2009 р. протокол № 4.
Головними завданнями кафедри є організація та здійснення на високому рівні навчальної та навчально-методичної роботи з дисциплін кафедри, виховної роботи серед студентів, наукових досліджень за профілем кафедри, підготовки науково-педагогічних працівників та підвищення їх кваліфікації.

## Джерело
- Інститут аеронавігації [Архівовано 15 лютого 2014 у Wayback Machine.]
- Кафедра ААМ [Архівовано 2 лютого 2014 у Wayback Machine.]